# Copa de la República del Congo
La Copa de la República del Congo es el segundo torneo de fútbol a nivel de clubes más importante de la República del Congo, se disputa desde 1974 y es organizada por la Federación Congoleña de Fútbol.

## Formato
Se juega bajo un sistema de eliminación directa, en el que todos los equipos del país pueden participar.
El equipo campeón clasifica a la Copa Confederación de la CAF.

## Finales de Copa
| Temporada | Campeón                             | Resultado      | Finalista                     |
| --------- | ----------------------------------- | -------------- | ----------------------------- |
| 1974      | Vita Club Mokanda (Pointe-Noire)    |                |                               |
| 1975      | Desconocido                         |                |                               |
| 1976      | Desconocido                         |                |                               |
| 1977      | Vita Club Mokanda (Pointe-Noire)    |                |                               |
| 1978      | Inter Club (Brazzaville)            |                |                               |
| 1979      | Desconocido                         |                |                               |
| 1980      | Desconocido                         |                |                               |
| 1981      | CARA Brazzaville                    |                |                               |
| 1982      | AS Cheminots (Pointe-Noire)         |                |                               |
| 1983      | Étoile du Congo (Brazzaville)       |                |                               |
| 1984      | AS Cheminots (Pointe-Noire)         |                |                               |
| 1985      | Inter Club (Brazzaville)            |                |                               |
| 1986      | CARA Brazzaville                    |                |                               |
| 1987      | Inter Club (Brazzaville)            |                |                               |
| 1988      | Patronage Sainte-Anne (Brazzaville) |                |                               |
| 1989      | Diables Noirs (Brazzaville)         |                |                               |
| 1990      | Diables Noirs (Brazzaville)         |                |                               |
| 1991      | Elecsport (Bouansa)                 | 0–0 (3–2 pen.) | Diables Noirs (Brazzaville)   |
| 1992      | CARA Brazzaville                    | 1–0            | Étoile du Congo (Brazzaville) |
| 1993      | No disputada                        | No disputada   | No disputada                  |
| 1994      | EPB (Pointe-Noire)                  | 1–0            | Inter Club (Brazzaville)      |
| 1995      | Étoile du Congo                     | 1–0            | Inter Club (Brazzaville)      |
| 1996      | Vita Club Mokanda                   |                |                               |
| 1997      | Vita Club Mokanda                   |                |                               |
| 1998      | No disputada                        | No disputada   | No disputada                  |
| 1999      | No disputada                        | No disputada   | No disputada                  |
| 2000      | Étoile du Congo                     | 5–1            | Vita Club Mokanda             |
| 2001      | AS Police                           | 1–0            | Étoile du Congo               |
| 2002      | Étoile du Congo                     | 2–1            | FC Abeilles                   |
| 2003      | Diables Noirs                       | 0–0 (3–2 pen.) | Vita Club Mokanda             |
| 2004      | Muni Sport                          | 0–0 (3–0 pen.) | Vita Club Mokanda             |
| 2005      | Diables Noirs                       | 1–1 (4–2 pen.) | Patronage Sainte-Anne         |
| 2006      | Étoile du Congo                     | 2–1            | JS Talangaï                   |
| 2007      | JS Talangaï                         | 2–1            | CARA Brazzaville              |
| 2008      | Club 57 Tourbillon                  | 2–1            | AS Kondzo                     |
| 2009      | Léopards de Dolisie                 | aw. 3–0        | CARA Brazzaville              |
| 2010      | Léopards de Dolisie                 | acreditada 1   | Étoile du Congo               |
| 2011      | Léopards de Dolisie                 | 1–0            | Diables Noirs                 |
| 2012      | Diables Noirs                       | 1–0            | Léopards de Dolisie           |
| 2013      | Léopards de Dolisie                 | 1–0            | Diables Noirs                 |
| 2014      | Diables Noirs                       | 2–0            | CARA Brazzaville              |
| 2015      | Diables Noirs                       | 1–0            | Léopards de Dolisie           |
| 2016      | Léopards de Dolisie                 | 1–0            | CARA Brazzaville              |
| 2017      | Léopards de Dolisie                 | 2–2 (4–3 pen.) | CARA Brazzaville              |
| 2018      | Diables Noirs                       | 0–0 (5–3 pen.) | AS Otôho                      |
| 2019      | Étoile du Congo                     | 0–0 (4–2 pen.) | AS Otôho                      |
| 2020      | No disputada                        | No disputada   | No disputada                  |
| 2021      | No disputada                        | No disputada   | No disputada                  |
| 2022      | Diables Noirs                       | 1–0            | AS Otôho                      |
| 2023      | Diables Noirs                       | 1–0            | AS Otôho                      |
| 2024      | Abandonada                          | Abandonada     | Abandonada                    |

1- La final no se jugó debido a que había dudas sobre la cantidad de jugadores del Étoile du Congo que provenían de la República Democrática del Congo.

## Títulos por club
| Club                      | Ciudad       | Campeón | Años campeón                                               |
| ------------------------- | ------------ | ------- | ---------------------------------------------------------- |
| Diables Noirs             | Brazzaville  | 10      | 1989, 1990, 2003, 2005, 2012, 2014, 2015, 2018, 2022, 2023 |
| Léopards de Dolisie       | Dolisie      | 6       | 2009, 2010, 2011, 2013, 2016, 2017                         |
| Étoile du Congo           | Brazzaville  | 6       | 1983, 1995, 2000, 2002, 2006, 2019                         |
| Vita Club Mokanda         | Pointe-Noire | 4       | 1974, 1977, 1996, 1997                                     |
| Inter Club Brazzaville    | Brazzaville  | 3       | 1978, 1985, 1987                                           |
| CARA Brazzaville          | Brazzaville  | 3       | 1981, 1986, 1992                                           |
| AS Cheminots              | Pointe-Noire | 2       | 1982, 1984                                                 |
| Patronage Sainte-Anne     | Brazzaville  | 1       | 1988                                                       |
| Elecsport                 | Bouansa      | 1       | 1991                                                       |
| EPB                       | Pointe-Noire | 1       | 1994                                                       |
| AS Police                 | Brazzaville  | 1       | 2001                                                       |
| Munisport de Pointe-Noire | Pointe-Noire | 1       | 2004                                                       |
| JS Talangaï               | Brazzaville  | 1       | 2007                                                       |
| Club 57 Tourbillon        | Brazzaville  | 1       | 2008                                                       |